# Филип Николић (библиотекар)
Филип Николић (Бачки Брестовац, Србија, 18. новембра 1830 – Петроград, Русија 1867) први је српски библиотекар Народне библиотеке Србије, тада библиотеке Попечитељства просвештенија. Као први српски професионални библиотекар провео је у Народној библиoтеци време 1853-1856. године, и за то време израдио главни каталог, азбучни и систематски каталог подељен у 20 група за преко 8 000 књига колико је Библиотека у то време поседовала.

## Детињство и школовање
Филип Николић рођен је 18. новембра 1830. године у селу Брестовцу у Бачкој. Био је син трговца Павла Николића и мајке Терезе Николић, рођене Веселиновић.
Филип Николић се редовно школовао. Претпоставља се да је гимназију завршио у Сремским Карловцима и у Мађарској. Још као ђак гимназије у Сремским Карловцима, учествовао је у тзв. Мађарској Буни (1848-1849) Након буне он одлази у Темишвар.
Николић 1852. године одлази у Русију на Универзитет у Кијеву. Не зна се шта је тачно студирао на универзитету, с обзиром да је након кратког боравка у Русији протеран. Наиме, руска полиција га је ухапсила и потом протерала јер је сматрала да је аустријски поданик. Након тога враћа се у Мађарску. Сазнавши да га аустријске власти траже и не желећи да служи аустријску војску Николић бежи у Србију пред крај 1852. године.
Иако није завршио факултет, за своје време, сматрао се изузетно образованим младићем.
У Србији је у почетку радио као приватни секретар код Платона Симоновића, главног инспектора школа, који је уједно био и једна од најутицајнијих личности у министарству просвете и дворским круговима. Плантон Симоновић предлаже Николића 7.септембра 1853. године за професора српског и немачког језика, трговачке географије и иторије трговине у Послено-трговачкој школи. 
Затим га директор тадашње Београдске гимназије, Лука Павловић, предлаже за заменика професора Д. Балаитског на месту професора латинског језика.
Поред латинског језика, течно је говорио српски, мађарски, немачки и руски језик.

## Библиотекар Народне библиотеке Србије (1853-1856)
Височајшним Указом из 1853. године решено је да ће руковођење библиотеком и музејем бити поверено при истом Попечитељству са годишњом платом од 300 талира. Након тога Попечитељство почело је да тражи таквог човека. За ово место пријавио се 9. децембра 1853. године и Совјет га прихвата 11.децембра.
Са Министарством просвете склопио је уговор који обухвата следеће ставке:
1. Филип Николић је постављен на место библиотекара, са месечном платом од 300 талира.
2. Обавезује се да Библиотеку доведе у ред и да се о њој стара, тако што ће пажљиво пратити појаву нових књига у образовном свету и предлагати их Министарству за откуп за Библиотеку.
3. Дужан је да књиге издаје читаоцима на реверс које ће уносити у нарочити протокол.
4. Уколико дође до укидања службе, свака страна је дужна да другу обавести три месеца унапред.

Пре потписивања уговора, затражио је српско држављанство, Министарство унутрашњих дела му је ово одобрило 24. фебруара 1854. године.Као српски држављанин, поднео је молбу да га Министарство постави за дјејствителног библиотекара, за ову функцију добија одобрење тек 2. јуна 1855. године.
С обзиром да тада у Србији није било особе са адекватним библиотекарским знањем, а није га имао ни сам, он је урадио оно што је било у његовој моћи. Наручио је страну стручну литературу. Кренуо је са радом на основу шест немачких приручника. Након Спасићевих каталога из 1844. године, број књига у библиотеци се повећао. Већина књига није била заведена у каталогу. Ово је био први Николићев посао. Најпре је саставио разбацане делове појединих књига, па их је уписао у тзв. Главни каталог. Овај каталог се у предратној Народној библиотеци чувао као прва свеска инвентара њених књига све до 1941. године када је изгорео за време бомбардовања Библиотеке.
Главни каталог је садржао: редни број књиге, име писца (издавача, преводиоца или коментатора), потпун наслов, место и годину издања, број свезака, спољашњу форму (односно да ли је дело повезано или не) и друго.
Поред овог каталога издаје и Азбучни каталог и Систематски каталог. Азбучни каталог је био лисни каталог намењен читаоцима како би они видели да ли библиотека поседује одређену књигу. Азбучни каталог је био лисни каталог намењен читаоцима написан на подугачким листићима од картона који су садржавали следеће податке: име писца (уколико је писац био познат), наслов књиге и њен број у Главном каталогу. Николић је листиће средио по азбучном реду имена писаца, а код анонимних дела то је било прво слово наслова. Систематски каталог био је груписан по предмету науке којом се књига бави. Сваку књигу из Систематског каталога означио је: бројем из Главног каталога, издањем, именом писца, насловом, форматом и примедбом.
Николић је поред каталога израдио и спискове:
1. рукописа и старих штампаних књига до краја 17. века,
2. новина,
3. мапа, атласа, планова и слика,
4. и непотпуних дела које трба попунити.

Сложио је књиге по ормарима према текућем броју Главног каталога, по фиксираном систему, где је сваки ормар добио свој римски број, свака полица своје слово и свака књига свој арапски број у полици идући слева надесно.
Фонд који је саставио садржао је 3 314 бројева књига у 8 309 свезака. Овде спадају и књиге које је према кнежевом наређењу покупио по разним канцеларијама: 
- од Совјета 78 дела у 562 свезака,
- од Министарства иностраних дела 41 дело у 205 свезака,
- од Министарства унутрашњих дела 29 дела у 47 свезака,
- и од Министарства финансија 40 дела у 207 свезака.

Ово је свега 188 дела у 1021 свесци. Мапа, атласа, планова и слика било је 130 бројева. Списак новина је изгубљен, тако да се о њима не може говорити. Такође, о рукописним и старим књигама, из истог разлога, не зна се много. Према Николићевим извештајима знамо да рукописа и старих књига није било довољно.
Српских књига и оних које се тичу Срба, такође је било мало. Наредио је да Библиотека набави све до тад објављене српске књиге. Од научне литературе у Библиотеци слабо су биле заступљене: медицина, филозофија, богословија и војне науке. Добар део фонда чиниле су књиге из историје, педагогије, лингвистике, затим поезија, математика и географија. Страних књига било је највише на немачком и француском језику, прилично на словенским језицима, а на енглеском, грчком, латинском, италијанском и румунском мало.
Трудио се свим напорима да за Библиотеку искористи сва искуства ондашњег библиотекарског знања, да је бар мало приближи онима које су у то време постојале у европским земљама. Од свих набројаних књига једва да је четвртина била повезана, а међу неповезаним било је таквих да се нису могле давати читаоцима да се не би распале. Ормари у којима су се књиге држале били су стари, са разбијеним стаклима и исквареним бравама. Читаоница Библиотеке била је исувише мала, па су због тога књиге даване да се износе ван Библиотеке.
Библиотека се онда налазила на углу кнеза Милоша и Сарајевске улице у згради у којој су била Министарства правде и просвете и унутрашњих дела. Филип Николић је од Библиотеке направио прву јавну библиотеку.

### Правила за Библиотеку
Николић 20. јануара 1855. године моли Министарство да пропише правила за рад Библиотеке. Када су они одбили да то ураде, сам је израдио правила по угледу на правила аустријских универзитетских и гимназијских библиотека. Ова правила доставља Министарству на одобрење 25. фебруара исте године.
Правила су прописивала:
- да се само повезане књиге могу издавати читаоцима ван Библиотеке, на месец дана;
- Уколико би дошло до оштећења књиге, плаћала би се њена пуна цена;
- Рукописи, скупоцене књиге, приручници(енциклопедије и др.), као и мапе, атласи, слике, новине, збирке од десет и више књига, као и белетристичке књиге се нису могле износити ван Библиотеке;
- Књиге није могао свако да добије, само особе попут: кнеза и његове породице; професори Лицеја, Гимназије, Семинарије, Војне академије и Послено-трговачке школе; чиновници и лица која примају плату из државне касе; свештеници и учитељи основних школа ; „отменији и познатији грађани“; ученици Лицеја уз препоруку једног од професора; државна надлежништва; чиновници страних мисија у Београду; страни научници и уопште страни поданици који дуже остају у Београду.[3]

Библиотеке попут библиотеке Лицеја, Друштва српске словесности, Читалишта, Војне академије, готово свих министарстава и гимназија, књиге се набављају без обзира да ли постоје у некој другој библиотеци. Он је сматрао да ове библиотеке треба да набављају оно што је потребно за њихову струку и да тако постану стручне библиотеке, а да све остало из њиховог фонда припада главној библиотеци. Оваква, главна библиотека би постала централна библиотека и имала би завидан број књига. Захваљујући уштеди од беспотребних набавки могла би се подићи велика зграда и тако правилно схваћену библиотеку свет би помагао новцем и књигама.
Оно чиме се такође бавио јесте да Библиотека уместо тадашњег универзалног карактера добије претежно национални. Зато је сматрао да је неопходно да се набавља и из буџета годишње издваја сума новца која би била за набавку српске штампане књиге  и једна сума новца за набавку и повез књига. Он је говорио и о набавци дупликата књига како би се оне, сигурније, сачувале за будућност. Сматрао је да Библиотеци треба више простора за магацин, за читаонице, да би било добро да се све књиге издају само у читаоницама библиотеке како би се што боље сачувале, да се за саму Библиотеку изради печат итд. Ове Николићеве, европске, идеје Министарство није прихватило. Библиотека у његово време наставила је да прима  обавезни примерак.

### Молбе Филипа Николића Министарству
Библиотеку је довео у ред колико је могао. Без моралне подршке Библиотеке и како у ондашњем њеном стању није имао довољно посла. Послао је молбу Министарству да буде постављен за протоколисту архива и регистратора, ова молба му није услишена.
Немирног духа предложио је Министарству да оде у Беч и види библиотеке. Као своје заменике предлаже Ј. Гавриловића и Ј. Шафарика. Добио је одсуство, али се разболео па је након саветовања са бечким лекарима одлучио да одложи пут.
Николић 16. децембра 1855. године подноси нову молбу Министарству у којој говори да у Библиотеци нема довољно посла, нити ће га имати онда кад буде уређена онако како је он предложио. Зато, угледајући се на библиотеке у Европи у којима су се библиотекари поред тог звања бавили и другим дужностима (професора, свештеника и сл.) Николић моли да буде постављен на упражњено место редактора службених новина, са платом или без ње. Ова молба као ни претходне му није усвојена.
Разочаран и раздражљив подноси оставку 13. јануара 1856. године. Кнез му одлуку усваја недељу дана касније.

## Од 1856. до 1857. године
Након што је дао оставку звања библиотекара и пошто је прописано разрешен те дужности 20. јануара 1856. године, Николић креће на пут. Прво у Црну Гору, у којој остаје неко време. Након тога одлази у Атину, а из Атине у Цариград.
Крајем маја 1856. опет је виђен у Србији. Оставку дао како би се замонашио, међутим његова намера се није остварила. Како није успео да се замонаши, морао је да нађе неко занимање, с обзиром на слабо материјално стање.
У Библиотеку није могао да се врати јер је на његово место дошао Ђура Даничић, знаменити филолог.
Сазнаје за једно отворено место професора при београдској гимназији Височашје. Он се обраћа молбом Попечитељству, у којој напомиње да зна латински, француски, немачки, старословенски и грчки језик. Међутим, молба се одбија.
Након што су његови покушаји да се врати у просветну струку били узалудни, морао је да пронађе струку на другој страни. Већ од 1. јуна 1856. године он ради у Совјету у својству безплатежног практиканта. Успева да 20. марта 1857. године добије плаћен посао као експедитор при Совјетској канцеларији. Затим, Совјет предлаже Кнезу да се Николић награди са по 10 талира месечно за период од 1. јуна 1856. године до 20. марта 1857. године када је радио безплатежно. Успео је да веома брзо стекне угледно мишљење о себи у Совјету.

## Библиотекар Београдског Читалишта
Године 1846. у Београду креће са радом тзв. Београдско Читалиште – прва јавна читаоница у  ондашњој Србији. Филип Николић постаје члан 1852. године по доласку у Србију. Све до одласка из Србије 1862. Он му остаје веран члан. Године 1857. је чак ушао у Управни Одбор Читалишта. На главној Скупштини чланова, исте године, изабран је за библиотекара Читалишта. На овој функцији остао је до 9. фебруара 1860. године.

## Од 1857. до 1867. године
Изгледало је као да најзад након дуге борбе са Попечитељством и његовог тешког материјалног стања све иде на боље, међутим све се то мења на лето 1857. године када показује прве знаке тешког менталног обољења.
Јуна 1857. године стиже у Пожаревац. Овде Начелништво Окружја Пожаревачког у акту од 25. јуна 1857. године каже да је „са ума сишао“. Николић тада бива враћен у Београд и смештен у градску болницу, јер се и Управитељство вароши Београда уверило да је „са ума сишао“. Николић у болници остаје до 8. јула, када је отпуштен из болнице. Међутим, већ неколико дана после,тачније 15. јула, полиција га поново смешта у болницу јер се приметило „да су му мисли поново поремећене“. Док је био у болници, о њему се старао М.Ђ. Милићевић, ондашњи канцелариста Кнежевске Канцеларије, касније и библиотекар Народне Библиотеке (1886-1897) и председник Академије Наука (1896-1899). Након што се Николићу стање побољшало он још неко време проводи код Милићевића, са којим је био и врло добар пријатељ.
Чим је потпуно оздравио, Николић се враћа на своју дужност експедитора при Совјетској канцеларији и несметано је обавља  и даље.Међутим, није био од оних људи који дуже воле да се задржавају на неком месту, те 14. августа 1858. он моли Попечитељство Иностраних Дела да га постави за секретара Српске Агенције у Цариграду. Молба му бива одобрена, али Николић није отишао у Цариград, већ и даље остаје у Совјету. У Совјету сада обавља и друге послове. Наиме, 24. новембра 1858. године Николић је постављен за изванредног протоколисту. Ускоро затим, постављен је и за столоначелника II класе.
Међутим, његова болест се погоршава. Николић 15. марта 1858. године тражи одсуство да иде у Беч ради проучавања његове болести. Исту молбу упућује јула 1859. године и тражи одсуство да се посаветује са докторима у Пешти или Бечу. Николић је био свестан свог стања и знао је да се може десити оно најгоре ако се не предузму потребне мере.
Николић 5. јануара 1860.године долази у своју Совјетску канцеларију у којој добија напад лудила. Уместо да га сместе у болницу, његови претпостављени су позвали полицију о чему је касније и сам писао.
Николић бива лишен свог звања и „остављен без коре хлеба усред зиме“. Ипак није одустао, већ је поднео молбу Попечитељству Иностраних Дела „за бар неку службицу“. У исто време, он се обраћа и Совјету и тражи да му се поврати звање и његова плата, што се не дешава. Николић остаје гладан. Он у писму упућеном првом секретару Својета, Панти Јовановићу, говори да се реши бело или црно. Совјет одлучује 27. фебруара 1860. године да предложи кнезу да се Николић пензионише. Указом од 29. фебруара исте године, пензионисан је према годинама службе. Међутим, са овом пензијом једва могао да преживи. Он опет шаље молбу Совјету да му се урачуна и време службовања у Пословно-трговачкој школи, као и време рада у Совјету где је радио за без плате. Совјет је одлучио да тако учини, али убрзо доноси се Височајша одлука да се пензиореима сведе пензија само на године које су провели у указној служби. Николићеве мобле су изостављене.
У лето 1860. године поново креће на пут за Црну Гору. Онда се преко Скадра, Призрена и Рашке, на зиму, враћа у Србију.
Чим је дошао у Београд, он подноси молбу кнезу Михаилу и опет тражи да му се врати његово звање столоначелника II класе у Совјету. Кнез заједно са својом препоруком спроводи његову молбу Совјету који ће даље одлучити шта ће са Николићем. Када сазнаје да је његова молба послата на решење Својету, он им и сам пише молбу која бива одбијена. 
Иако посао није добио у Совјету, место преводиоца добија у Попечитељству Иностраних Дела. На овој функцији се задржава до 27. јула 1861. године, када је пензионисан. Иако га је пензионисање потресло, поднео је жалбу Совјету тек 2. јануара 1862. године. На крају жабле он опет моли за место столоначелника II класе, које му се не одобрава.
Увидевши да му је сав напор да поново ступи на место државног службеника узалудан, решава да напусти Србију. Године 1862. одлази у Русију и ту добија место секретара у руском конзулату у Видину. Међутим, његово ментално здравље се погоршава и Николић умире у једној лудници близу Петрограда 1867. године.